# Everything Must Go (album)
Az 1996-os Everything Must Go a Manic Street Preachers negyedik nagylemeze. Öt dal szövegét Richey James Edwards írta, aki valószínűleg 1995. február 1-jén meghalt. Ez volt az utolsó album, amelyen közreműködött, egészen a 2009-es Journal for Plague Lovers. Az album címe a munkálatok alatt még Sounds in the Grass, Jackson Pollock festménysorozata után. Az album kritikai és kereskedelmi siker volt.
1998-ban a Q magazin olvasói minden idők 11. legjobb albumának választották, 2000-ben 39. lett a magazin Minden idők 100 legjobb brit albuma listáján. 1997-ben a legjobb brit albumért járó díjat vihette haza a Brit Awards-ról. Szerepel az 1001 lemez, amit hallanod kell, mielőtt meghalsz című könyvben.

## Zene és dalszöveg
Az Everything Must Go Nicky Wire testvére, Patrick Jones egyik darabjának a címéről kapta a nevét. A lemezen nagy változás figyelhető meg az előző albumokhoz képest. Míg a The Holy Bible-ön alig van hangszerelés, itt vonósok is szerepelnek, a hangzás sokkal kommerciálisabb, így jobban illett az akkor uralkodó britpop-mozgalomba. A dalszövegek témája is megváltozott, elsősorban Edwards eltűnése miatt. Az autobiografikus dalok helyett (4st 7lb) Wire grandiózusabb, történelmi és politikai témákkal foglalkozó szövegeket írt. Ezek a témák következő albumukon, a This Is My Truth Tell Me Yours-on uralkodnak.
A dalok tárgya nagyon széles kört ölel fel: Kevin Carter fényképész tragikus élete; a fogságban tartott állatokkal való rossz bánásmód (Small Black Flowers That Grow in the Sky). Utóbbi szövegét Edwards írta, a szöveg mentális állapotának leírásaként is értelmezhető. A No Surface All Feeling-en hallható ritmusgitárt részben Edwards játszotta eltűnése előtt. Ez mindössze a második alkalom volt, amikor Edwards gitárjátéka Manic Street Preachers-dalon szerepelt.

## Az album dalai
|     | Cím                                      | Szerző(k)              | Szöveg        | Hossz |
| --- | ---------------------------------------- | ---------------------- | ------------- | ----- |
| 1.  | Elvis Impersonator: Blackpool Pier       | Bradfield, Moore       | Wire, Edwards | 3:29  |
| 2.  | A Design for Life                        | Bradfield, Moore       | Wire          | 4:16  |
| 3.  | Kevin Carter                             | Bradfield, Moore, Wire | Edwards       | 3:24  |
| 4.  | Enola/Alone                              | Bradfield, Moore       | Wire          | 4:07  |
| 5.  | Everything Must Go                       | Bradfield, Moore       | Wire          | 3:41  |
| 6.  | Small Black Flowers That Grow in the Sky | Bradfield, Moore, Wire | Edwards       | 3:02  |
| 7.  | The Girl Who Wanted to Be God            | Bradfield, Moore       | Wire, Edwards | 3:35  |
| 8.  | Removables                               | Bradfield, Moore, Wire | Edwards       | 3:31  |
| 9.  | Australia                                | Bradfield, Moore       | Wire          | 4:04  |
| 10. | Interiors (Song for Willem de Kooning)   | Bradfield, Moore       | Wire          | 4:17  |
| 11. | Further Away                             | Bradfield, Moore       | Wire          | 3:38  |
| 12. | No Surface All Feeling                   | Bradfield, Moore       | Wire          | 4:14  |

## Helyezések
Mind az album, mind az A Design for Life a 2. helyig jutott a brit album- illetve kislemezlistán. Az Everything Must Go, Kevin Carter és Australia kislemezek Top 10-esek lettek az Egyesült Királyságban. Az album dupla platina lett, 80 hetet töltött a brit albumlista top 75-jében, egy évvel megjelenése után is top 5-ös volt.

## Közreműködők

### Manic Street Preachers
- James Dean Bradfield – ének, gitár, zongora
- Sean Moore – dob, ütőhangszerek, trombita, háttérvokál
- Nicky Wire – basszusgitár, háttérvokál
- Richey Edwards – gitár a No Surface All Feeling-en

### További közreműködők
- John Green – hammond orgona, billentyűk
- Martin Ditchum – ütőhangszerek
- Julie Aliss – hárfa
- Gini Ball – hegedű
- Sally Herbert – hegedű
- Anne Stephenson – hegedű
- Chris Pitsillides – brácsa
- Clare Orsler – brácsa
- Martin Greene – vonósok hangszerelése

## Fordítás
- Ez a szócikk részben vagy egészben az Everything Must Go című angol Wikipédia-szócikk ezen változatának fordításán alapul.  Az eredeti cikk szerkesztőit annak laptörténete sorolja fel. Ez a jelzés csupán a megfogalmazás eredetét és a szerzői jogokat jelzi, nem szolgál a cikkben szereplő információk forrásmegjelöléseként.